# Amemar II.
Amemar II. (Amemar aus Nehardea) war ein babylonischer Amoräer der 6. Generation und lebte und wirkte um 400 n. Chr.
Er war Lehrer Aschis und hat angeblich die verfallene Gelehrtenschule in Nehardea wiederhergestellt und lange geleitet.
Nach Aschis Tod soll er als dessen Nachfolger Schulhaupt in Sura geworden sein (bab. Beza 22 a).